# Tóth Imre (színművész)
Tóth Imre (Pest, 1857. november 29. – Leányfalu, 1928. augusztus 23.) magyar színész, rendező, színházigazgató. A Nemzeti Színház igazgatója, rendezője, örökös tagja (1907). Tóth József színművész (1823–1870) fia.

## Élete
Apja nyomdokaiba lépve maga is a színészi pályára indult.  1873–tól 1876-ig a Színművészeti Akadémián tanult, ezután a Nemzeti Színházhoz került, ahol ügyelői minőségben dolgozott. 1884-től már mint alrendező dolgozott az intézménynél, 1893-tól rendező lett, majd 1895-től már mint főrendező működött. 1907-ben a színház örökös tagja lett, 1908-tól pedig Somló Sándor lemondása után az intézmény igazgatója. Különös hangsúlyt fektetett a klasszikus műsorra, 1910-12-ben ő szervezte meg az első Shakespeare-ciklust Hevesi Sándor rendezésében, de Móricz Zsigmond, Molnár Ferenc, Lengyel Menyhért és Szomory Dezső darabjait is elsőként mutatta be.
Igazgatói működésének nyolc éve alatt 1226 estén magyar, 645 estén pedig külföldi klasszikusokat adatott elő. A közönség is visszaédesedett ezalatt a színházhoz, minden szezonban akadt legalább egy-két nagy siker. Az előadások színvonala is emelkedett, a rendezés gondosabbá és művésziebbé vált. Az ő igazgatása alatt vált valóvá a színészi előadás modern, realisztikus módja: a páthoszos szavalás helyett a természetes, közvetlen beszéd és a színészi eszközök egyszerűsödése. Ezt az előadásmódot, mely hamarosan mindenütt visszaszorította a régi szavaló modort, Tóth Imre segítette kifejlődésében. A 20. század legkiválóbb színészeinek egész sora jutott alatta vezető szerephez: Gál Gyula, Pethes Imre, Ódry Árpád, Rózsahegyi Kálmán, Horváth Jenő, Ligeti Juliska, Váradi Aranka, Aczél Ilona, Kiss Irén és még sokan mások az ő támogatásával fejlesztették ki tehetségük teljességét. Bajor Gizit is ő szerződtette egyenesen a színiakadémiáról, Hevesi Sándornak pedig először adott alkalmat rendezői hivatottságának bizonyítására.
Az igazgatói posztot 1916-ig töltötte be, ekkor lemondott róla és a Színművészeti Akadémiához került igazgatónak, ahol tanított is. Ugyanabban az évben ünnepelték meg nagy dísszel színművészeti pályájának 40 éves jubileumát. 1917-ben a király udvari tanácsosnak nevezte ki. A színészoktatás terén is nagy érdemeket szerzett. Pályája a modern magyar színművészet egyik legjelentősebb fejezete. 1926-ban jelentette meg emlékiratait Egy színigazgató emlékei címmel a Képes krónika.

## Rendezései
- Shakespeare: Lear király
- Goethe: Faust
- Bródy Sándor: Hófehérke
- Oscar Wilde: Lady Windermere legyezője
- Sand: Willemer marquis
- Szomory Dezső: A nagyasszony
- Hebbel: Judit